# Mamon

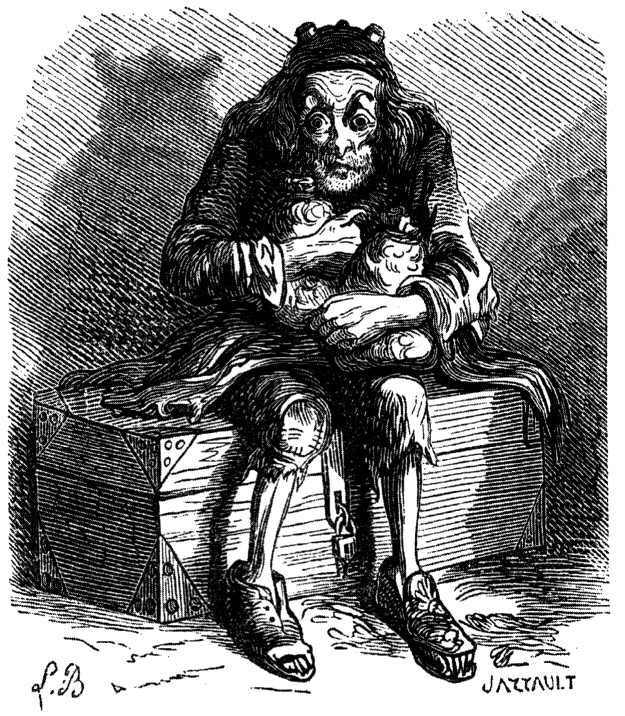
Mamon de Collin de Plancy

Mamon é um termo, derivado da Bíblia, usado para descrever riqueza material ou cobiça, na maioria das vezes, mas nem sempre, personificado como uma divindade. A própria palavra é uma transliteração da palavra hebraica "Mamom" (מָמוֹן), que significa literalmente "dinheiro".
Como ser, Mamon pode representar tanto o pecado da Ganância ou Avareza, quanto o Anticristo, sendo também considerado um dos sete príncipes do Inferno.[carece de fontes?] Sua aparência é normalmente relacionada a um nobre de aparência deformada, que carrega um grande saco de moedas de ouro, e "suborna" os humanos para obter suas almas. Em outros casos é visto com uma espécie de pássaro negro (semelhante ao abutre), porém com dentes capazes de estraçalhar as almas humanas que comprara.

## História
Na era pré-cristã eram cultuados muitos deuses. Mamon, contudo, não era o nome de uma divindade e sim um termo de origem hebraica que significa dinheiro, ou bens materiais. No Evangelho, a palavra é utilizada quando afirma que não é possível servir simultaneamente a Deus e a Mamon (Lucas 16:13). O termo, no texto original, também é citado no Evangelho de Mateus:
| “ | «Não ajunteis para vós tesouros na terra, onde a traça e a ferrugem corroem e onde ladrões escavam e roubam mas ajuntai para vós tesouros no céu, onde nem traça nem ferrugem corroem e onde ladrões não minam nem roubam: Para onde está o teu tesouro, aí estará o seu coração também. Ninguém pode servir a dois senhores, porque ou há de odiar um e amar o outro ou se dedicará a um e desprezará o outro. Não podeis servir a Deus e às riquezas.» (Mateus 6:19–24) | ” |

Desta forma Mamon acabou por tornar-se, ao longo da história, e devido às diversas traduções da Bíblia, a representação de uma entidade diabólica, satânica ou demoníaca.

## Literatura
Para Milton, em sua obra Paraíso Perdido, Mamon é um demônio que constrói para Satã um palácio com veios de ouro ardente. Já Goethe, na primeira parte de Fausto, utiliza a palavra em ambos os sentidos de "ouro" e de "entidade demoníaca".
Somerset Maugham na sua obra Maquiavel e a Dama refere ser possível servir a Deus e a Mammon quando, no enredo, o Papa e seu filho conseguem matar dois membros da família Orsini (Itália) — Paolo Orsini e o Cardeal Orsini — seus inimigos pessoais beneficiando assim dos favores de César Bórgia e ao mesmo tempo eliminando dois inimigos da Igreja católica.